# Haunt (fumetto)
Haunt è un fumetto creato da Todd McFarlane e Robert Kirkman e pubblicato dalla WildStorm per la prima volta nell'ottobre 2009.
Lo sceneggiatore della storia è Robert Kirkman stesso, i disegnatori sono Greg Capullo e Ryan Ottley, mentre l'inchiostratore è Todd McFarlane, che si occupa anche delle copertine.
In Italia i capitoli di Haunt sono pubblicati a partire dal numero 111 dell'albo Spawn, dalla casa editrice Panini Comics. In ogni albo vi sono, oltre al capitolo dedicato a Spawn, due capitoli della serie Haunt.

## Trama
I protagonisti della storia sono Daniel e Kurt Kilgore.
Daniel è un prete cattolico, mentre Kurt è un agente segreto. Durante una missione, Kurt salva delle persone vittime di un esperimento, ed uccide Shillinger, lo scienziato a capo del progetto. Un gruppo di terroristi guidato, all'insaputa di tutti, dal vicedirettore del dipartimento investigativo di Kurt stesso, tortura il ragazzo, creduto in possesso del taccuino con i progetti dello scienziato ucciso in missione. Accorgendosi dell'estraneità di Kurt dall'accaduto, i terroristi lo uccidono ed il suo fantasma si reca da Daniel chiedendogli di proteggere la moglie, Amanda, in pericolo perché obiettivo dei terroristi.
Nel tentativo di proteggere Amanda da alcuni assalitori, Kurt entra nel corpo del fratello dando così vita ad Haunt, un supereroe in cui si uniscono le volontà dei due fratelli.
Haunt uccide quindi i terroristi e, grazie a Kurt, chiama un ripulitore che si occupi dei cadaveri. Il mattino seguente, Daniel si imbatte in Cobra, che vuole sapere cosa ha fatto l'altra notte. Daniel e Kurt diventano Haunt e combattono Cobra, che però gli spara, facendolo scivolare nel sangue. I due fratelli si dirigono dopo nella base operativa dell'Agenzia, il dipartimento dove lavorava Kurt.
Daniel, preso dal panico, viene addormentato con dei sonniferi. Si risveglia in una cella dove sono rinchiuse le persone che aveva salvato Kurt. Tra queste c'è anche una donna che riesce a vedere Kurt, nonostante sia un fantasma e pronuncia per la prima volta il loro nome: Haunt. Dice che sono legati spiritualmente e che questo impedisce a Kurt di andare nell'aldilà. Daniel viene poi interrogato dal direttore Morgan Stans e dalla vicedirettrice Beth Tosh. Il prete racconta così quello che è successo, ma Beth non gli crede e gli dà un pugno. Daniel si risveglia in cella, dove viene assalito dallo stesso uomo che ha ucciso Kurt. I due fratelli diventano perciò Haunt e uccidono l'uomo. Daniel viene di nuovo interrogato e il fratello gli suggerisce di dire a Beth "foglie d'autunno", la quale se ne va piangendo. Daniel capisce quindi che Kurt ha tradito Amanda con quella donna e si arrabbia con lui.
Più tardi Amanda viene rapita dagli uomini di Hurg. Haunt va a salvarla, ma viene attaccato di nuovo da Cobra. Nel loro scontro però Daniel si stanca perché non può rimanere legato a Kurt troppo tempo e Cobra lo sta per uccidere. Haunt però, con un ultimo sforzo, colpisce Cobra, sfigurandolo e lo costringe a ritirarsi.
Intanto Mirage si incontra con Hurg per vendere il taccuino dello scienziato, che ha recuperato. Durante lo scambio tra i soldi e il taccuino, inizia però un conflitto e Haunt salva la vita a Mirage e prende il taccuino. Nell'Agenzia intanto Rhodes si rivela essere una traditrice e, dopo aver ucciso il direttore, ruba il taccuino. Beth diventa quindi la nuova direttrice e offre a Daniel di diventare un agente segreto.
Dopo duri allenamenti, Daniel diventa finalmente un agente attivo con il nome in codice "Haunt". Gli viene affidata come prima missione il recupero degli agenti sperduti di una missione. Haunt uccide quindi una squadra di mercenari e ritrova gli agenti tutti morti. Poi combatte su un aereo contro Cobra, che vuole vendicarsi di lui per averlo sfigurato nell'ultimo scontro. Daniel però si stanca a causa dell'eccessiva durata della fusione con Kurt e viene sconfitto da Cobra e portato da Hurg. Daniel viene quindi torturato da Hurg, ma tornato Haunt, i due fratelli riescono a fuggire e a catturare Hurg. Nell'interrogatorio irrompono però alcuni soldati potenziati di Hurg (prodotti grazie agli appunti di Shillinger) e lo liberano. Haunt dopo averne sconfitto uno si ritira per salvare Beth, che è stata ferita mortalmente. Dopo aver scoperto la posizione di Hurg, Haunt si prepara ad attaccare.

## Poteri e Abilità di Haunt
Quando Daniel e Kurt si fondono generano una sostanza bianca e nera, che esce dagli occhi, dalla bocca e dalle orecchie di Daniel e gli ricopre il corpo. La sostanza è in realtà ectoplasma. Mentre sono Haunt, Daniel è il "capitano" e Kurt è "il secondo in comando", anche se nei combattimenti e nelle situazioni pericolose, Kurt prende il sopravvento. Haunt possiede forza, agilità e resistenza sovrumane e può creare tentacoli affilati, armi bianche e viticci di ectoplasma. Ha mostrato addirittura la capacità di volare, tramite ali di ectoplasma. Inoltre Haunt è dotato di artigli affilati come rasoi e di un fattore rigenerante. Oltre ai poteri, sia Kurt che Daniel sono degli agenti segreti addestrati, abili nel combattimento corpo a corpo e nell'uso di armi.

## Personaggi
- Padre Daniel Kilgore: pastore associato.
- Kurt Kilgore: agente segreto e fratello di Daniel.
  - Haunt: l'eroe che è creato dall'unione tra lo spirito di Kurt e il corpo di Daniel. Haunt è fatto di ectoplasma.
- Direttore Beth Tosh: direttore dell'Agenzia e amante di Kurt.
- Mirage: agente dell'Agenzia e amante di Kurt.
- Vicedirettore Therese Rhodes: agente infiltrato nell'agenzia.
- Mr. Hurg: boss della malavita ossessionato dalla salute e dal fitness.
- Cobra: assassino assoldato da Mr. Hurg.
- Amanda Kilgore: vedova di Kurt ed ex-ragazza di Daniel. la sua relazione con Daniel è finita a causa della sua infedeltà con Kurt.